# Armstrong Whitworth A.W.52

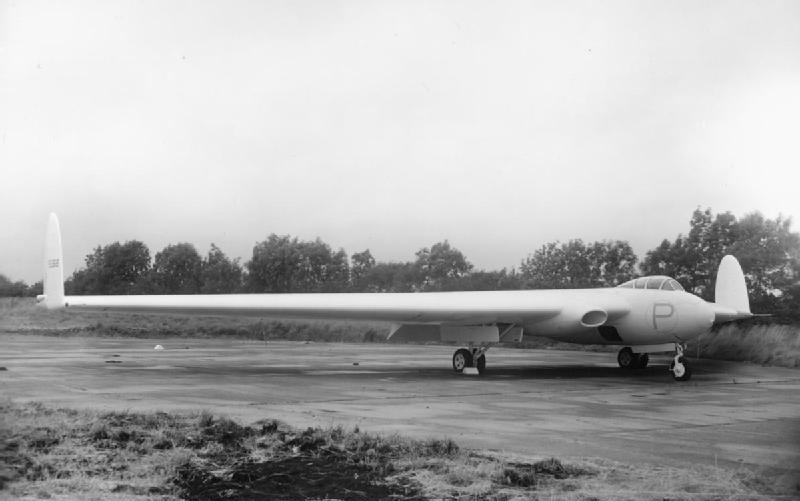
Armstrong Whitworth A.W.52

Armstrong Whitworth A.W.52 — британський експериментальний літак, «літаюче крило». Побудований для дослідження льотних характеристик для подальшого проєктування важкого транспортного літака такого ж типу.
Перший дослідний зразок здійснив політ 13 листопада 1947 року. Силова установка складалася з двох турбореактивних двигунів Rolls-Royce Nene. Другий дослідний зразок з двигунами Rolls Royce Derwent здійснив перший політ 1 вересня 1948, надалі зазнав аварії й був зруйнований.

## Технічні характеристики
- Крило:
  - розмах: 27,4 м
  - площа: 122 м²
  - стріловидність по передній кромці: 35°
- Довжина: 11,4 м
- Висота: 4,4 м.
- Екіпаж: 2 пілоти.

Літак з двигунами Rolls-Royce Nene мав параметри:
- Швидкість максимальна: 800 км/год
- Практична стеля: 15200 м
- Дальність польоту:
  - нормальна: 2400 км на висоті 11 000 м
  - максимальна: 3400 км
- Набір висоти: 24,4 м/сек
- Вага:
  - злітна: 15500 кг
  - порожній: 8950 кг

Літак з двигунами Rolls Royce Derwent мав параметри:
- Швидкість максимальна: 720 км/год
- Практична стеля: 13700 м
- Набір висоти: 12,7 м/сек
- Вага:
  - злітна: 15100 кг
  - порожній літак: 8700 кг

Поздовжнє і поперечне керування літаком здійснювалося за допомогою елевонів, розташованих на задніх крайках консолей крила. Курсова стійкість і керованість забезпечувалися кілями з рулями повороту, встановленими на кінцях крила.
Літак виділявся надзвичайною елегантністю форм.